# Fernando Castillo Cáceres
Fernando Castillo Cáceres (Madrid, 1953) es historiador, escritor, ensayista, colabora en varios medios de comunicación escrita y es comisario de exposiciones de arte.

## Biografía
Es licenciado en Ciencias Políticas y Ciencias de la Información, profesor de historia y funcionario. Su trayectoria profesional en la Administración Pública en diferentes Departamentos ha estado siempre ligada a los estudios y a la gestión cultural en áreas como la defensa y las relaciones internacionales, el derecho, la historia y las ciencias sociales. Así mismo, desde diversos puestos administrativos y del ámbito privado, ha llevado a cabo diferentes proyectos culturales de carácter artístico y editorial. 
Es autor de numerosos estudios publicados en revistas y obras colectivas dedicados a la historia cultural y militar, desde la Edad Media al siglo XX. Así mismo, ha publicado varios libros y numerosos artículos en revistas universitarias y especializadas acerca de historia cultural y social.
Ha comisariado exposiciones de pintura y fotografía. Especialista en historia militar, en historia del arte del siglo XX, y en la vida y obra de Hergé, creador de Tintín, es habitual conferenciante sobre temas históricos y literarios. 
Colabora habitualmente en periódicos, revistas y suplementos culturales como ABC Cultural, Revista de Occidente, Cuadernos Hispanoamericanos, FronteraD y periódicos del Grupo Joly. 
Sobre su libro La extraña retaguardia y sus siniestros personajes en el Madrid de la Guerra Civil, Antonio Muñoz Molina ha dicho: "Fernando Castillo ha querido ser el biógrafo de todos ellos, el zoólogo y entomólogo de este universo nocturno que empieza en la confusión atropellada y sanguinaria del verano de 1936 y termina, para muchos, en la burocracia macabra, en la venganza metódica de los juicios militares y las ejecuciones después de 1939. En otros libros anteriores ha estudiado con igual erudición la nocturnidad turbia del París ocupado. Como esta vez escribe de Madrid, en su relato hay un fondo sin consuelo de tristeza española.

## Exposiciones
Fernando Castillo ha sido comisario de las siguientes exposiciones:
- La vida cotidiana en el Ejército. Fotografías 1855-1925.
- Dos miradas, una visión. Los dibujos de guerra de Carlos Sáenz de Tejada y Joaquín Valverde. Galería José de la Mano, Madrid, 2010.
- Punto de Encuentro. Confluencias entre arte y literatura 1919-1945. Galería José R. Ortega, Madrid, 2010.
- Periodismo gráfico y línea clara: Luis Bagaría y los dibujos de El Sol (España), 1920-1930. Galería José R. Ortega, Madrid, 2011.
- Nord-Sud: Bernard Plossu & Juan Manuel Bonet. Galería José R. Ortega, Madrid, 2011.
- Tintín, 25 miradas. Galería José R. Ortega, Madrid, 2011.
- Un clamor de guerra. Tomás Ferrándiz 1936-1939. Galería José de la Mano, Madrid, 2012.
- Itinerarios en blanco y negro. Fotografías de Pablo Fuentes y Rafael Trapiello. Galería José R. Ortega, Madrid, 2012.
- Geografía Modiano. Galería José R. Ortega, Madrid, 2013.
- Últimos papeles. Galería José R. Ortega, Madrid, 2013.
- El Grupo Forum y la fotografía subjetiva. Galería José de la Mano, Madrid, 2015.
- Ramón en sus ciudades. Museo de Arte Contemporáneo de Madrid Conde Duque (MACM), 2015.
- Ramón y su Madrid por Damián Flores. Galería Estampa, Madrid, 2016.
- Lisboa, Tánger, Trieste y otras ciudades literarias. Colectiva virtual, 2016.
- El viaje y el escritor. Europa 1914-1939. Museo de Arte Contemporáneo de Madrid Conde Duque (MACM), 2017.
- Errancia y fotografía.El mundo hispánico de Jesse A.Fernández (Madrid, 2017, Instituto Cervantes)

## Libros
- La vida cotidiana en el Ejército: 1855-1925 (Madrid, Ministerio de Defensa, 2006).
- Hombres y Barcos. La fotografía de la Marina española en el Museo Naval: 1850-1935 (Madrid, Ministerio de Defensa, 2007)
- El Siglo de Tintín (Madrid, Páginas de Espuma], 2004),
- Estudios sobre cultura, guerra y política en la Corona de Castilla: siglos XIV-XVII (Madrid, Consejo Superior de Investigaciones Científicas, 2007);
- Sierra e historia. El Guadarrama del Neolítico al siglo XX (Madrid, La Librería, 2009);
- Capital aborrecida. La aversión hacia Madrid en la literatura y la sociedad, del 98 a la postguerra (Madrid, Polifemo, 2010).
- Tintín-Hergé: una vida del siglo XX (Madrid, Fórcola, 2011).
- Madrid y el Arte Nuevo: Vanguardia y arquitectura 1925-1936 (Madrid, La Librería, 2011).
- Noche y niebla en el París ocupado: traficantes, espías y mercado negro. Vidas cruzadas de César González Ruano, Pedro Urraca, Albert Modiano y André Gabison (Madrid, Fórcola, 2012).
- Un torneo interminable. La guerra en Castilla en el siglo XV (Madrid, Sílex, 2014).
- París-Modiano. De la Ocupación a Mayo del 68 (Madrid, Fórcola, 2015).
- Los años de Madridgrado (Madrid, Fórcola, 2016).
- Españoles en París 1940-1944. Constelación literaria durante la Ocupación (Madrid, Fórcola, 2017).
- Errancia y fotografía.El mundo hispánico de Jesse A.Fernández (Madrid, 2017, Instituto Cervantes)
- La extraña retaguardia. Personajes de una ciudad oscura. Madrid 1936-1943 (Madrid, Fórcola, 2018).
- Atlas personal (Sevilla, Renacimiento, 2019).
- Un cierto Tánger (Almería, Confluencias, 2019).
- Los años de fuego.Europa, episodios y personajes. 1914-1991 (Sevilla, 2020, Editorial Renacimiento).
- Rapsodia italiana. Roma, Nápoles, Palermo (Almería 2021, Editorial Confluencias).
- Carrete de 36 (Sevilla, 2021, Editorial Renacimiento).
- Memoria de Biarritz (Almería, 2022, Editorial Confluencias).
- Fervor del acero. Cuatro testimonios de la guerra de Europa. 1914-1939 (Sevilla, 2023, Editorial Renacimiento)
- Explorador de bulevares (Sevilla, 2024, Editorial Renacimiento)
- El último vuelo. Fugitivos de la República y la Colaboración  (1939-1945), (Sevilla, 2025, Editorial Renacimiento)